# Up My Street
Up My Street är ett  studioalbum med Sten-Åke Lindberg och bland andra London Symphony Orchestra och Royal Philharmonic Orchestra. de spealdes in i Fritunastudio Stockholm och CBSstudio London, 1985.

## Låtlista
SIDA A	
1. Dancing In The Dark
2. I Didn't See The Time Go By (Je N'ai Pas Vu Le Temps Passer)
3. Where Forever Begin
4. I'll Be Seeing You
5. I'm Waiting For A Slow One
6. I'm The Only One

SIDA B...
1. I'm Working On A Song
2. For Sentimental Reasons
3. The Nearness Of You
4. Let's Face The Music And Dance
5. The Song From Moulin Rouge
6. Tears

Producerad och arrangerad av Del Newman